# Indice limite d'oxygène
Pour les articles homonymes, voir ILO et LOI.
L'indice limite d'oxygène (ILO), ou indice d'oxygène (limite) (IO(L)) ou (L)OI [(limiting) oxygen index en anglais], est une grandeur et un essai de laboratoire à petite échelle permettant de caractériser la combustibilité (inflammabilité) d'un matériau combustible, notamment une matière plastique (ou un polymère). Ce critère donne une indication relative de la combustibilité dans des conditions d'essai spécifiées, définies par des normes. Il existe différentes normes selon les domaines d'application et les pays : ISO 4589, ASTM D2863, UL 94, etc. Il ne faut pas confondre cette propriété avec la concentration limite en oxygène qui donne la concentration minimale en oxygène dans un mélange avec un combustible permettant l'inflammation en présence d'une source d'ignition.

## Définition

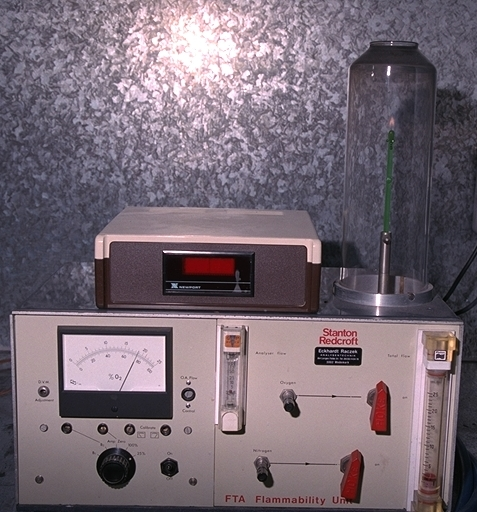
Un appareil de mesure de l'ILO.

L'indice limite d'oxygène est mesuré par la proportion minimale en dioxygène (O2) d'un mélange d'essai O2 + N2 nécessaire pour entretenir la combustion vers le bas (comme une bougie) avec flammes d'un échantillon de bande placé verticalement, pendant une durée spécifiée, ou jusqu'à ce qu'une quantité spécifiée de matière soit consumée. Il est défini par
[O2] étant la concentration en dioxygène et [N2] celle en diazote.
L'échantillon, à température ambiante et plongé dans un courant de mélange gazeux dans une cheminée de test, est mis au contact d'une flamme. La teneur en O2 est réduite jusqu'à obtenir un niveau critique.
L'atmosphère normale contient environ 21 % d'O2. Si l'ILO d'une matière est supérieur à ce taux, elle est dite auto-extinguible ; dans le cas contraire, elle est inflammable.

## Tableau de valeurs

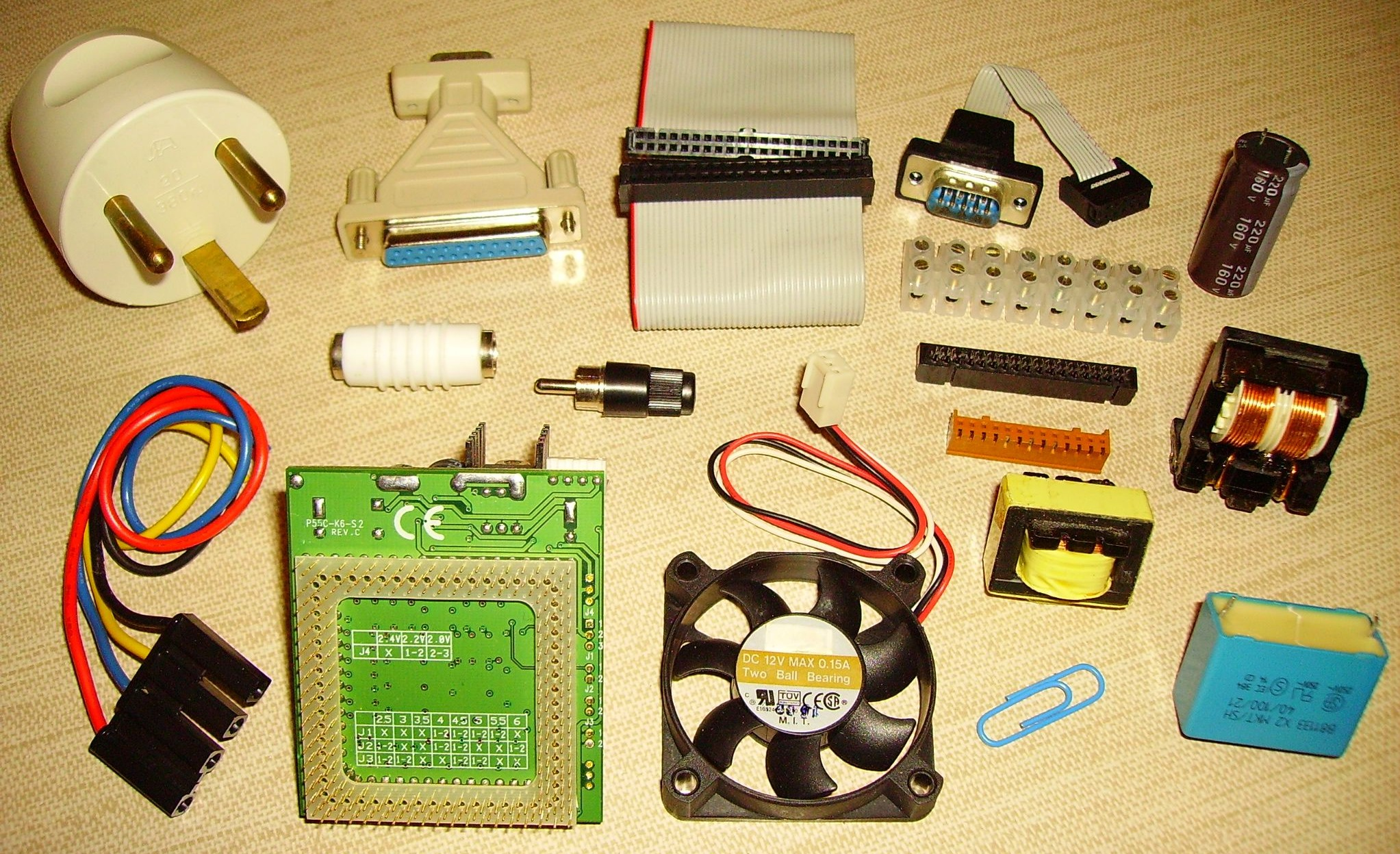
Des ignifugeants sont inclus dans les résines de composants électriques ou électroniques.

Plus l'ILO est élevé, meilleure est la résistance à l'inflammation (tenue au feu) de l'échantillon. Quelques valeurs sont données dans le tableau ci-dessous.
| Matériau solide                                     | ILO (%) | Combustibilité             |
| --------------------------------------------------- | ------- | -------------------------- |
| PMMA, PE, PP, PS                                    | ~17     | Très élevée                |
| Caoutchouc naturel (NR) + 50 pce de noir de carbone | 20,2    | Très élevée                |
| Chêne                                               | 23,6    |                            |
| Nylon 6/6                                           | 24,3    |                            |
| Carton                                              | 24,7    |                            |
| PC                                                  | 26,0    |                            |
| NR + 50 pce de noir de carbone + Sb2O3              | 26,4    |                            |
| Nylon 6/6 (grade ignifuge)                          | 28      | Faible                     |
| Aramide                                             | 28 - 30 | Faible                     |
| PC (grade ignifuge)                                 | 32      | Faible                     |
| Ryton PPS                                           | ~50     | Très faible                |
| PVDC                                                | 60,0    | Très faible                |
| Téflon                                              | 95,0    | Pratiquement incombustible |

À cause de leur composition hydrocarbonée, la plupart des polymères (ou des matières plastiques) sont très inflammables.
Des grades ignifuges (flame-retardant grades en anglais) ont été développés pour certains types de plastiques.
Le Téflon, matériau de sécurité, est beaucoup plus résistant à la combustion (inflammation) que les autres matériaux. Les polymères auto-extinguibles se trouvent parmi les polymères halogénés (polyéthylènes chlorés et chlorosulfonés, polychloroprènes, polyépichlorhydrines, fluoropolymères, fluoroélastomères, silicones fluorés, etc.).
La norme internationale ISO 4589-3 indique : « Il convient de ne pas utiliser les résultats obtenus conformément à la présente partie de l'ISO 4589 pour décrire ou apprécier les risques d'incendie présentés par un matériau ou une forme donnés dans des conditions réelles d'incendie, sauf s'ils sont utilisés comme l'un des éléments [...] ».

### Normes
- La série de normes internationales ISO 4589 Plastiques — Détermination du comportement au feu au moyen de l'indice d'oxygène
- (en) Norme américaine ASTM D2863 - Standard Test Method for Measuring the Minimum Oxygen Concentration to Support Candle-Like Combustion of Plastics (Oxygen Index)
- (en) Underwriters Laboratories (UL), UL 94, the Standard for Safety of Flammability of Plastic Materials for Parts in Devices and Appliances testing, combustibilité : standard UL 94 (en)